# 景顺长城基金
景顺长城基金管理有限公司成立于2003年6月12日，是经中国证监会证监基金字[2003]76号文批准设立的国内首家中美合资的基金管理公司。景顺长城基金由景顺与长城证券联合开滦集团和实德集团共同发起设立，其中景顺和长城证券各持有49%的公司股份。公司注册资本1.3亿元人民币，总部设在深圳，在北京、上海、广州设有分公司。
景顺长城基金在全国非货币基金规模排名从2020年上半年末的21名，提升至2020年末的18名，并于2021年上半年末，位居行业第13名。2021年上半年营业收入同比上升99.30%，净利润同比上升103.93%